# Peter Luther (Reiter)
Peter Luther (* 2. Januar 1939 in Averfleth bei Wilster; † 15. Oktober 2024) war ein deutscher Springreiter. 

## Leben
Luther, dessen Großvater Pferdezüchter war, bezeichnete sich selbst als „selbstgemachten Reiter“, da er bis zu seinem 20. Lebensjahr ohne Trainer auskam. Er war auf dem Bauernhof seiner Eltern in Goltoft tätig und widmete sich abends nach der Arbeit sowie am Wochenende dem Reiten. Später wurde er an der Landesreitschule in Flensburg ausgebildet, deren Leitung er dann übernahm. 1970 wurde Luther Stallleiter bei Karl Hintz in Lückeberg. Bei der Ausbildung von Pferden verfuhr er nach dem Leitspruch „Man muss Zeit haben für gute Pferde“. Mitte der 1970er wechselte Luther nach Wedel auf den Moorhof von Unternehmer Michael Herz. Im Alter von 32 Jahren gewann Luther erstmals ein S-Springen.
Seine größten Erfolge waren der Gewinn des Deutschen Spring Derbys im Jahr 1980 und der Gewinn der Bronzemedaille mit der Mannschaft bei den Olympischen Spielen 1984 in Los Angeles, jeweils mit dem Pferd Livius. Livius wurde im Januar 1979 vom Hamburger Abendblatt als der „neue Superstar unter Deutschlands Springpferden“ bezeichnet. Luther war an dem Tier, für das mehrere hochdotierte Verkaufsangebote aus dem In- und Ausland vorgelegt wurden, finanziell beteiligt. Mit seinem Sieg beim Deutschen Spring Derby 1980 wurde Luther der erste Sieger aus dem Großraum Hamburg, der das im Hamburger Stadtteil Klein Flottbek ausgetragene Springen gewann. Erst kurz zuvor war er Mitglied des Pinneberger Reitervereins geworden.
1982 in Dublin gewann Luther zusammen mit Paul Schockemöhle, Norbert Koof und Gerd Wiltfang Silber im Mannschaftswettbewerb der Weltmeisterschaft. Bei Europameisterschaften gewann Peter Luther insgesamt drei Medaillen mit der Mannschaft: Gold im Jahr 1981 in München, Silber 1979 in Rotterdam und Bronze 1985 in Dinard. Ebenfalls wichtige Siege waren: 1978 triumphierte Luther beim Weltcup-Springen in der West-Berliner Deutschlandhalle, im März 1981 gewann er den Weltcup „Championat von Dortmund“. Nachdem er sich vom aktiven Springsport zurückgezogen hatte, arbeitete als Ausbilder für Pferd und Reiter auf seinem Hof in Wittmoldt, auf den er 1986 umzog. Zu seinen Schützlingen gehörte der dänische Europameisterschaftsteilnehmer Lars Bak Andersen. Luther war Träger der Fritz Thiedemann-Medaille und wurde mit dem Meteor-Preis ausgezeichnet. Der Holsteiner Verband verlieh ihm die Goldene Nadel. Zwischen 1997 und 2009 gehörte Luther der Holsteiner Körkommission an.
Seine Söhne Thieß und Hauke sowie seine Enkelkinder Jarka und Jesse wurden Wettkampfreiter. Peter Luther verstarb im Oktober 2024 im Alter von 85 Jahren.